# أليساندرو ألوري
أليساندرو ألوري (31 مايو 1535 - 22 سبتمبر 1697) هو كان رسام إيطالي ينتمي لمدرسة مانييريزمو.